# Europäische Gebirgsmolche
Die  Europäischen Gebirgsmolche  (Euproctus) sind eine artenarme Gattung der Schwanzlurche, die auf den Mittelmeerinseln Korsika und Sardinien in kühlen, reißenden Gebirgsbächen und kalten Gebirgsseen vorkommt. Die brünftigen Männchen bilden, anders als die der europäischen Wassermolche (vgl. Triturus), keine auffallenden Rückenkämme aus. Die Weibchen legen nur wenige, relativ große Eier einzeln, oft unter Steinen ab. In größeren Höhenlagen überwintern die Larven im Wasser und vollenden ihre Metamorphose erst im nächsten Sommer.

## Arten
- Korsischer Gebirgsmolch (Euproctus montanus (Savi, 1838))
- Sardischer Gebirgsmolch (Euproctus platycephalus (Gravenhorst, 1829))

## Weblinks

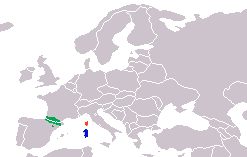
Verbreitungskarte. In grün ist noch die Verbreitung des Pyrenäen-Gebirgsmolch zu sehen, der mittlerweile in eine eigene Gattung gestellt wird.